# Фулон, Эммануэль
Эммануэль Фулон (фр. Emmanuel Foulon, 29 декабря 1871, Фрамери, Эно — 22 июля 1945, Фрамери, Эно) — бельгийский стрелок из лука, чемпион летних Олимпийских игр 1900.
На Играх 1900 в Париже Фулон соревновался только в классе «А ля эрш». Он занял первое место, выиграв золотую медаль.